# 贝洛尼·巴塔吉亚宫

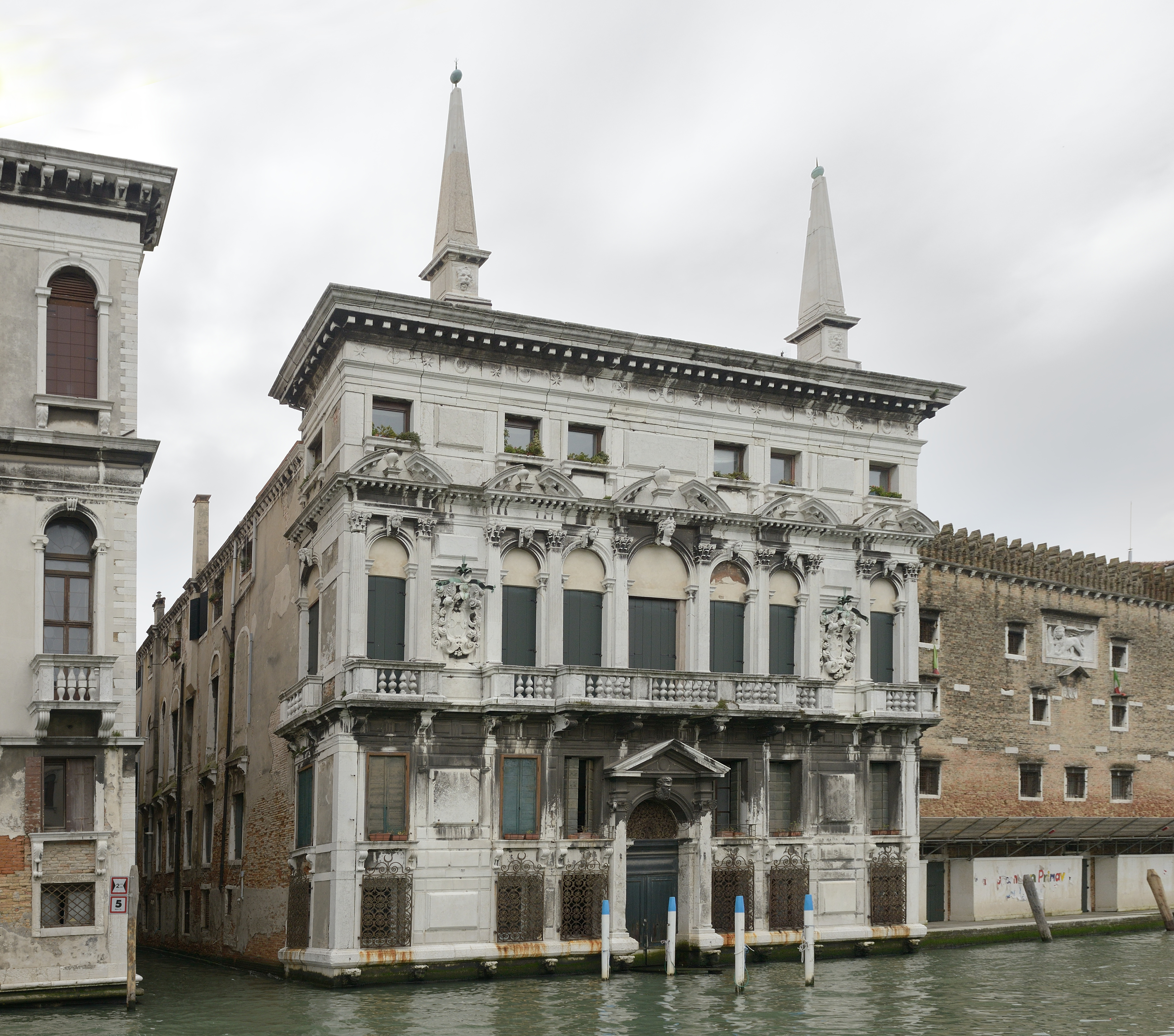
贝洛尼·巴塔吉亚宫

贝洛尼·巴塔吉亚宫（Palazzo Belloni Battagia）是意大利威尼斯大运河畔的一座历史建筑，位于圣十字区，介于  小米商馆（Fondaco del Megio）与卡特龙（Ca' Tron）之间，靠近圣欧达奇教堂（San Stae）。
它建于17世纪中叶，可能是由巴尔达萨雷·朗赫纳设计，作为贝洛尼家族的住所。

## 描述
该建筑有两个楼层和一个夹层，一个典型的巴洛克式立面，拥有丰富的雕塑装饰。
底楼设有护栏，中间大门上方设有龕楣。贵族楼层（piano nobile）有七个矩形窗户，有大型组合装饰，包括假柱，两个大的纹章，每个窗户上方均设有柱上楣构（entablature）。
夹层有六个小窗户。壁帶长长的饰带上有贝洛尼家族的纹章。顶部是两个对称的方尖碑形状的小尖顶。在威尼斯有少数宫殿使用这种设计，如朱斯蒂·洛林宫（Palazzo Giustinian Lolin，也是由朗赫纳设计）, 以及帕帕多波利宫（Palazzo Papadopoli）。
内部，贵族楼层有19世纪的壁画，以及装饰有壁画的私人经堂。